# E. M. Forster
Edward Morgan Forster (London, 1879. január 1. – Coventry, 1970. június 7.)  angol regényíró, novellaíró és esszéíró.
Az osztálykülönbségeket és a képmutatást középpontba állító regényei és novellái a modern lélekábrázolás mestermunkái, amelyekben a társadalmi látszat és a valóság, a konvenciók és az egyéni vágyak ütköznek össze. Kimagaslik közülük a Szellem a házban és az Út Indiába című regény. Az utóbbi fordítója, Göncz Árpád úgy vélekedett, hogy Forsternek vitathatatlanul ott van a helye az angol irodalom legnagyobbjai között.
Forster homoszexuális volt, ám életében ezt nem vállalta fel a közvélemény előtt.

## Élete
Forster 1879. január 1-jén született Londonban. Építészmérnök apja Forster egyéves korában meghalt. Gyermekként 8000 angol fontot örökölt atyai nagynénjétől, Marianne Thorntontól. 1897 és 1901 között a cambridge-i King főiskola diákja volt, ahol bekerült az ún. Cambridge-i apostolok csoportjába, egy titkos vitacsoportba. Ebből a csoportból sokan tagjai lettek az első világháború előtt megalakult Bloomsbury csoportnak (Bloomsbury Group), többek között Forster is.
Az egyetem elvégzése után Forster Európában utazgatott édesanyjával. Ellátogatott Egyiptomba, Németországba és Indiába. Az I. világháború alatt az alkohol és a kábítószer "tudatos elutasítójává" vált, amikor a Vöröskeresztnek dolgozott Egyiptomban, 1916-17 telén. Alexandriában összeismerkedett egy 17 éves vasúti ellenőrrel, Mohammed el-Adl-lel, akibe szerelmes lett. Mohammed lett Forster egyik legerősebb inspirációja az íráshoz. Amikor ugyanis 1922-ben Mohammed meghalt tuberkulózisban, Forster az emlékezete segítségével kívánta őt megtartani, amelyhez jól jött a regényírás.
Forster az 1920-as évek elejét Indiában töltötte Dewas maharadzsájának személyi titkáraként. Itt először alakított ki életében tartós nemi kapcsolatot, egy Kanaya nevű  fiatal fiúval, aki egyébként a fodrásza is volt.
Miután visszatért Angliába, megírta Út Indiába (A Passage to India) című regényét, melynek címét Walt Whitman egyik költeményéből kölcsönözte.
Forster 45 éves korában abbahagyta a regényírást, és a BBC Rádió tudósítójaként helyezkedett el. Forster boldog párkapcsolatban élt az 1930-as években Bob Buckinghammel, a londoni Metropolitan rendőrség egy kapitányával.
Anyja halála után Forster elfogadott egy állást volt iskolájában, Cambridge-ben, és szinte minden idejét ott töltötte. 1953-ban és 1969-ben egyaránt Becsületrenddel tüntették ki.
Az írót 22 ízben jelölték irodalmi Nobel-díjra.
V. S. Pritchett író-irodalomtörténész E. M. Forster 80. születésnapján azt hozta föl legfőbb érdeméül, hogy már a század elején lerombolta azt a Birodalmat, amit Rudyard Kipling még ünnepelt.
1970-ben 91 éves korában Coventry-ben hunyt el.

## Művei

### Ahol angyal se jár(Where Angels Fear to Tread)
Ahogy a Világirodalmi Kisenciklopédia E. M. Forsterről szóló szócikke megállapítja, már e korai műve is szatirikus rajzát adja az angol középosztály morális kisszerűségének a társadalmilag megkövetelt illem és az igaz emberség szembeállításával. Lionel Trilling, a jeles irodalomtörténész pedig arra mutat rá, hogy a mű egy Henry James regényeiből ismerős konfliktusra, két világ, két értékrend ellentétére épül, azonban Forster regényében nem az amerikai és európai mentalitás ütközik össze, hanem olasz földön az angol puritán szigorúság és az olasz ösztönösség kerül szembe egymással, hogy az ellentétük végül egy tragédiához, egy gyermek halálához vezessen.
A történet az író kedvenc helyszínén, Toszkanában követi nyomon egy brit özvegy. Lilia Herriton botladozásait, érzelmi megingásait, aki szerelmes lesz egy helyi férfibe. A szerelemből házasság lesz, a házasságból pedig gyermek is születik. Mivel Lilia belehal a szülésbe, angol rokonai minden követ megmozgatnak, hogy megszerezhessék a csecsemőt, hogy "igazi angolt" neveljenek belőle. Az olasz rokonok viszont nem hagyják, hogy a gyereket Nagy-Britanniába vigyék, s a torzsalkodás végül csak úgy oldódik meg, hogy a kicsi meghal.
Lionel Trilling úgy összegzi a regényről alkotott véleményét, hogy "egész és érett mű, amelyet friss és parancsoló intelligencia ural".

### Szoba kilátással(A Room with a View)
A Szoba kilátással című műbe Forster az Itáliában szerzett élményeit építi be. A regény egy fiatal lány Olaszországban fellobbanó szerelmén keresztül az író egyik alaptémáját dolgozza föl: a nemcsak az idősebb nemzedékhez tartozókat, de a fiatalokat is gúzsba kötő, merev viktoriánus erkölcs és az az annak fittyet hányó halálos szenvedély ellentétét.
Tartalma: Az 1900-as évek elején egy fiatal, jó családból származó angol ifjú hölgy, Lucy Honeychurch először látogat el a ködös Albionból a napfényes Toszkánába, Firenzébe. A Bertolini panzióban száll meg, ahol csak angolok szoktak szobát kivenni. A hely melegsége, a helyiek kedvessége nem csupán őt, de kuzinját és kísérőjét, Charlotte Bartlettet is elragadtatással tölti el. Lucy hamarosan megismerkedik egy különc ifjúval, George Emersonnal, aki egy számára teljesen szokatlan, érzelmekkel teli, bohém világot nyit meg előtte. A konzervatív Charlotte tanácsára azonban szinte menekülve indulnak Rómába, ahol Lucy összetalálkozik az álszent és sznob Cecil Vyse-szal, akinek közeledését már kuzinja is jó szemmel nézi. Hazatérve Angliába azonban ismét Emersonék társaságába kerül, és ekkor Lucy már nem tudja kivonni magát a fiatal George hatása alól, leendő esküvőjével nem törődve, szinte aléltan merül el a szenvedély és szerelem csillogó óceánjában.

### Szellem a házban(Howards End)
A Szellem a házban alapkonfliktusa hasonló a Szoba kilátással című regényéhez. Itt is a megcsontosodott, életidegen tradíciók kerülnek összeütközésbe a mély érzelmekkel.
Tartalma: Howards End egy vidéki birtok neve, s egyben az angol hagyomány Forster szerint legértékesebb részének jelképe, ahol az író érzelmek és konvenciók, szociális felelősség és emberi gonoszság égetően aktuális konfliktusára lel. A történet középpontjában két család áll. Egyrészt a dúsgazdag Wilcoxék: Henry, a hűvösen charme-os vállalkozó és beteges felesége, Ruth. Másrészről a művelt, érzékeny Schlegel kisasszonyok, akik intellektuális lelkivilágukat a londoni teaszalonokban élik. A két életforma között és alatt Leonard Bast, a Helen Schlegel védőszárnyai alá került fiatal hivatalnok tengődik, a kisember, aki a kultúra világába vágyakozik, de akit a wilcoxi könyörtelenség és a schlegeli könyörület egymással versengve tesz tönkre. Margaret Schlegel elszánt intelligenciájával megnyeri magának Ruth Wilcox barátságát. De ez csak a kezdet: a történet íve akkor kezd feszülni, amikor Ruth meghal, és Howards Endet Margaretre hagyja, az örökség átvételét azonban Henry Wilcox és gyermekei megakadályozzák. Ezzel végzetes bonyodalmak támadnak. Margaret elfogadja a megözvegyült Henry házassági ajánlatát, akinek fia elkeseredetten küzd az osztályába bekerülni törekvő jövevények ellen. A befagyott előítéletekből és mély érzelmekből kavarodó katasztrófa az óramű pontosságával közeledik.
A mű tehát két angol polgári család viszálykodását, egymáshoz való közeledését, majd végezetül nem éppen súrlódásmentes házassági összefonódását ábrázolja. A két család teljesen eltérő mentalitású. Míg Wilcoxék makacsul ragaszkodnak a hagyományokhoz, addig a Schlegel család nőtagjai már modern szellemiséget képviselő, erős, felvilágosult nők. Ezért természetes számukra egy művészi hajlamokkal megvert/megáldott, nincstelen fiatalember fölkarolása.
Christopher Isherwood így jellemezte a Szellem a házban című regényt:: „Forster az egyetlen, aki érti, milyennek kell lennie a modern regénynek. Az volt a fatális tévedésünk, hogy tragédiákban hittünk. Arra kellene törekednünk, hogy komikus írók legyünk. Forster egész technikája a teaasztalra épül: ahelyett, hogy jeleneteit a végső izzásig felfokozná, lehalkítja a tónust úgyannyira, hogy vénasszonyok pletykázásának tűnik."

### Út Indiába(Passage to India)
Út Indiába című műve Forster legjobb regényírói erényeit ötvözi: mind tömör szerkesztése, mind hiteles jellemábrázolása, mind pedig egyszerre realista és szimbolikus elemeket  tartalmazó meseszövése, egy időben intellektuális és intuitív megközelítése, illetve hol részvétteli, hol ironikus hangütése okán a XX. századi angol regényirodalom egyik csúcsteljesítményének számít.  A Világirodalmi Kisenciklopédia rámutat, hogy a mű ugyan látszólag hagyományos szerkezetű, ámde komplexitása mégis modern, nagy feszültséget hordozó prózát eredményez.
Tartalma: Adela Quested 1924-ben Indiába utazik, hogy csatlakozzon a vőlegényéhez, aki ott dolgozik mint bíró. A lánynak szándékában áll megismernie a hamisítatlan, igazi Indiát. Adelát bemutatják doktor Aziznak, a fiatal indiai orvosnak, aki bár nem a fehér „faj”-hoz tartozik, szabadon mozog a gyarmati brit arisztokrácia köreiben. A lány egyre inkább összebarátkozik a férfival, s ennek folytán egyre nyitottabbá válik a számára idegen indiai kultúra értékei iránt. Az egyik kirándulás után Adela megvádolja doktor Azizt, hogy megerőszakolta őt. Az indiai férfi élete kártyavárként összeomlik: letartóztatják, a hatalmat birtokló "jobb körök" pedig már azelőtt elítélik, mielőtt a bíróság eldöntené, valóban bűnös-e?, avagy Adela csak képzelődött.
Miután Adela feljelentést tesz, hogy meg akarták erőszakolni (egy fehér lányt – egy bennszülött!) a gyarmati közigazgatás minden tagja egységfrontba szerveződik és melléje áll; azt, aki mégis kétségbe vonja, hogy csakugyan megtörtént-e ez a bűntény, kiközösítik.
Amikor azonban a pszichésen megingott, elbizonytalanodott Adela a tárgyaláson elismeri, hogy mégsem biztos abban, hogy csakugyan megtámadták, azonnal kihátrálnak mögüle és a jó társaságbeli hölgyek ringyónak nevezik a valójában szűz lányt.
Ez a botrány jól megmutatja, milyen törésvonalak húzódtak meg a gyarmati sorba süllyedt Indiában: milyen szakadékok választották el egymástól a társadalom különböző származású és státuszú tagjait.
A mű kapcsán a Világirodalmi Kisenciklopédia úgy foglal állást, hogy az Út Indiába rámutat az elnyomásban sínylődő indiaiak és az őket mélyen lenéző angol urak között a kölcsönös megértés lehetetlenségére és azzal a végkövetkeztetéssel zárul, hogy addig nincs mód a két nép fiainak barátságára, míg a gyarmati függés föl nem számolódik. A regény üzenete nagy hullámokat vert a korabeli értelmiség soraiban.
Az Út Indiába című regényt Göncz Árpád fordította és az 1980-as Olcsó Könyvtár-sorozat keretében történt megjelenésekor szintén ő írta az utószót és a kötet hátulján lévő fülszöveget is. A fülszövegben úgy foglal állást, hogy az Út Indiába izgalmas és igaz regény: forradalmi vádirat a gyarmatosítás ellen.

### Maurice
Az 1920-as években a cambridge-i egyetemre jár Clive Durham, a gazdag arisztokrata fiú és a szerényebb társadalmi hátterű, de azért jómódú Maurice Hall. A két ifjú egyre közelebb kerül egymáshoz, az ókori görög irodalomból együtt olvasnak az azonos neműek szerelméről szóló írásokat. A barátságból csakhamar szerelem lesz. Az iskola befejezése után azonban útjaik elválnak. Clive "megtér", és politikai karrierje érdekében eltagadja a homoszexualitását. Hamarosan megnősül. Maurice viszont egy alacsony sorból származó másik fiatal férfi, Alec (egy vadőr) személyében találja meg az igazi szenvedélyes szerelmet, a nehezen kiküzdött boldogságot.
Ez az önéletrajzi ihletésű könyv, mely felfedi Forster belső énjével: a korban tiltottnak minősülő vonzalmaival vívott harcát, kényes témája miatt 1971-ig indexen volt.
Korfestő elem, hogy Maurice, a főhős erősen küzd a korban "természetellenesnek" tekintett vágyai ellen; olyannyira, hogy hipnózissal igyekszik "kigyógyítani" magát. Szintén jellemző a korra, hogy a másik főszereplő, Clive hiába homoszexuális, megnősül, igyekszik a társadalmi elvárásoknak megfelelő életet élni. Végezetül az is a kor homoszexuálisainak reális félelmeit jelzi, hogy Maurice az Aleccal töltött első éjszakája után attól retteg, hogy Alec leleplezi vagy zsarolni fogja.
A Maurice című regény azért tekinthető korszakalkotó alkotásnak, mert Oscar Wilde és mások dekadens,"bűnökkel terhelt" hőseivel ellentétben egy normális ember egyszerű vágyait mutatja be, s ezzel magát a homoszexualitást is igyekszik teljesen normális nemi irányultságként elfogadtatni.
A regényen vezérfonalként húzódik végig a Társadalom és a Természet ellentéte. A City, s a "felső tízezer" társadalmi érintkezésének színterei: az estélyek a képmutatás és a megfelelés szimbólumai. Az erdő, ahová belső vívódásai és félelmei ellenére Maurice mégiscsak elmegy, hogy Alec-kel egy újabb szerelmes éjszakát töltsön el, a szabadságot és a függetlenséget testesíti meg.

## Írásművészete jellemzői
Forster az írásaiban nem bontja meg az időrendet. Az események mindig kronológiai és logikai sorrendben követik egymást. Mondatai szerkezetileg viszonylag egyszerűek; pontosan visszaadják az emberi beszélgetés ritmusát.
Említést kell tenni arról, hogy a tájleírások mestere.

## Helye az angol irodalomban
Miközben bizonyos témákat (többek között a nők saját jogukon való fontosságát) átvett a korábbi angol regényíróktól, például George Meredithtől, szakított a 19. század végén kedvelt kidolgozásokkal és bonyodalmakkal, és szabadabb, köznyelvibb stílusban írt.
Regényeinek eszmeiségét a legjobban a megelőző romantikus hagyomány kontextusában lehet értelmezni. E regények fenntartják a szív vonzalmainak kultuszát, amely központi szerepet játszott ebben a tradícióban, de Forster osztozik az első romantikusokkal az embernek a természetben elfoglalt helyzete és a fantáziavilága miatti kiszolgáltatottsága iránti aggodalomban, amik továbbra is fontosak a megváltozott korban, a romantika más, idejétmúltnak bizonyult aspektusaival ellentétben.
Forster prózájában a szexualitás kulcsfontosságú téma. Pályája során általános elmozdulás figyelhető meg a heteroszexuális szerelem ábrázolásától a homoszexuális kapcsolatok górcső alá vételéig.
Kiemelést érdemel, hogy az angol irodalomban Henry James és Somerset Maugham mellett E. M. Forster volt az a legkorábbi szépíró, aki különböző országokból – Franciaországból, Németországból, Olaszországból és Indiából – származó karaktereket szerepeltetett. Munkái föltárják a különböző kultúrák, népcsoportok közötti konfliktusokat.

## Ismert mondása
„Az élet túlnyomórészt olyan szürke, hogy nincs mit mondani róla, s a könyvek és történetek, melyek azt állítják, hogy érdekes, kénytelenek túlozni, ezzel is létük jogát igazolván.”

– (Út Indiába)

## Ábrázolásai és emlékezete
- Karikatúra E. M. Forsterről

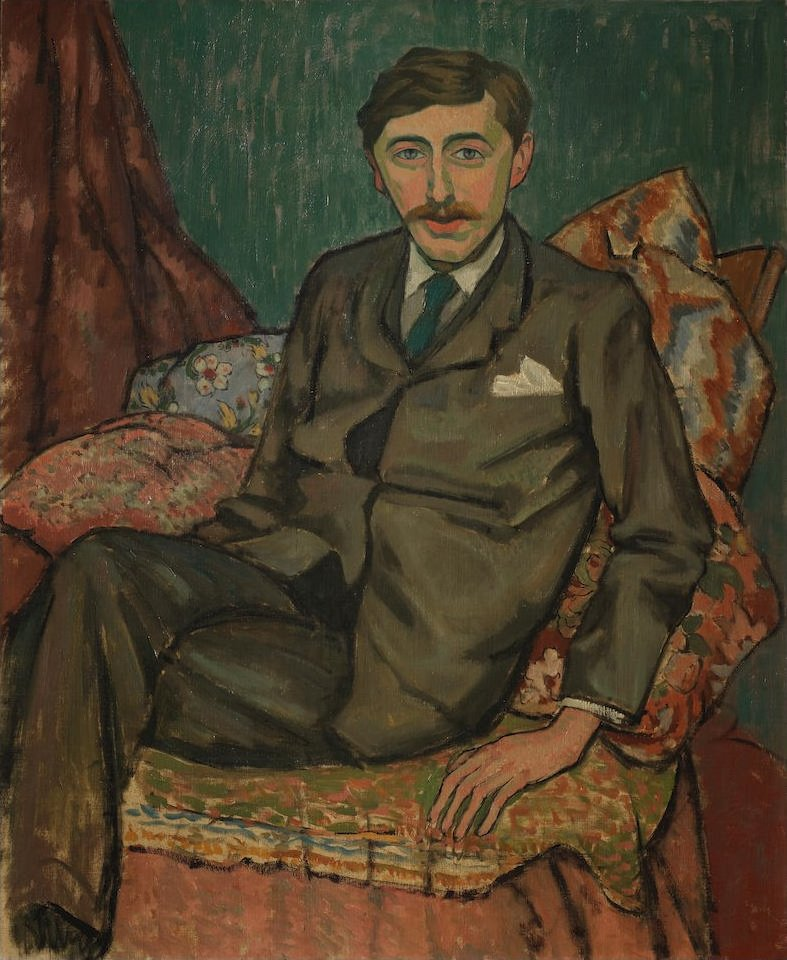
Roger Fry 1911-ben készült festménye E. M. Forsterről
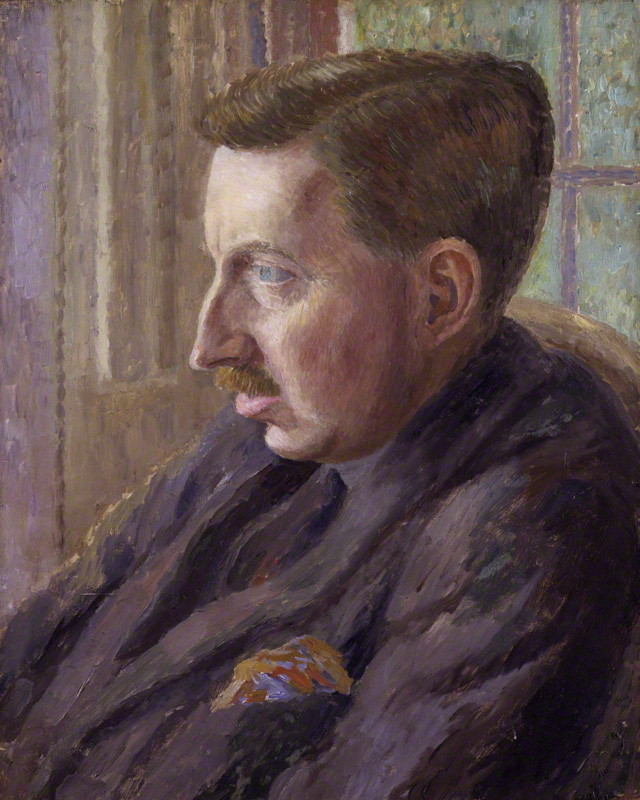
Dora Carrington festménye E. M. Forsterről (1924-25)
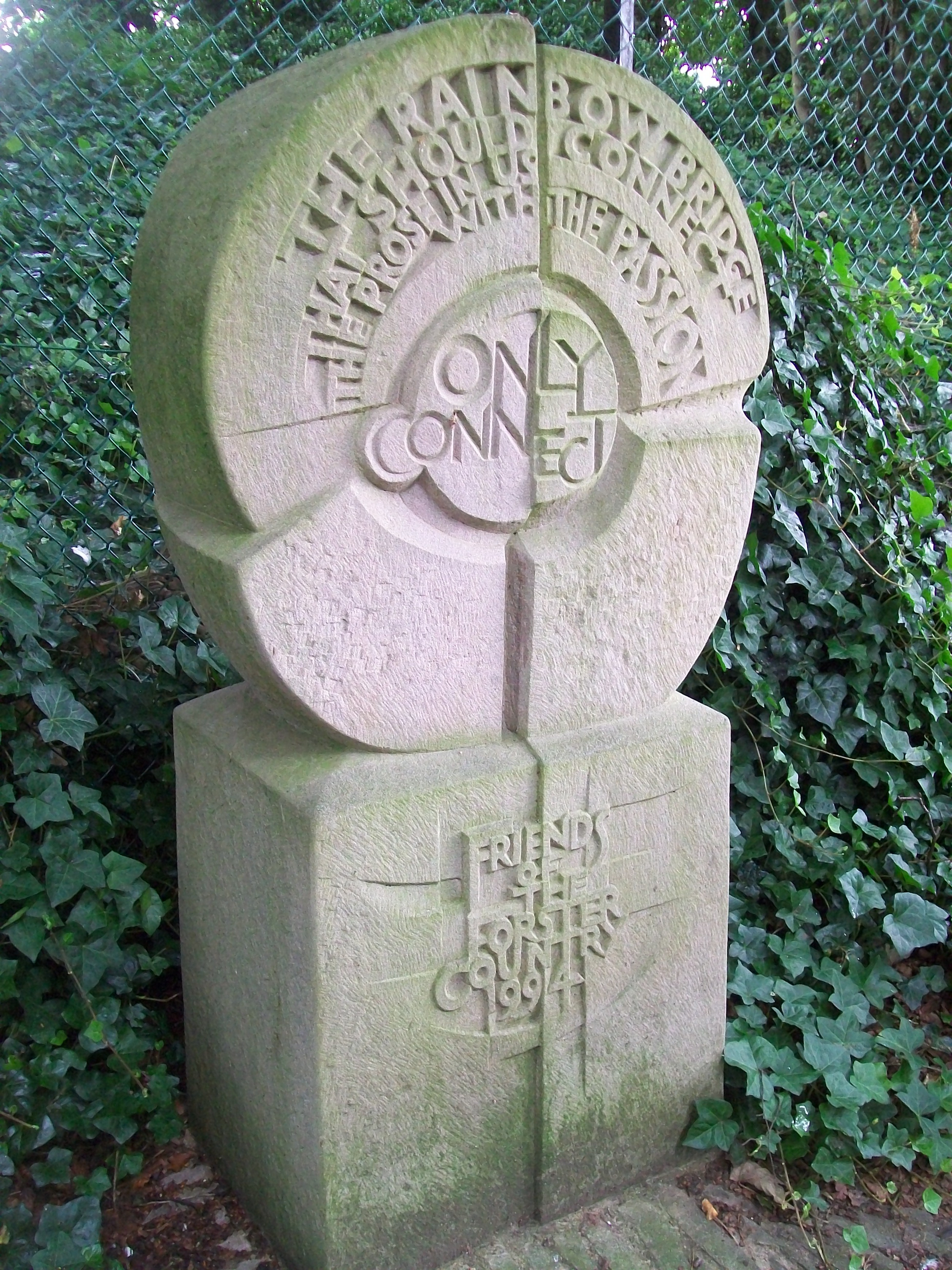
Emlékmű
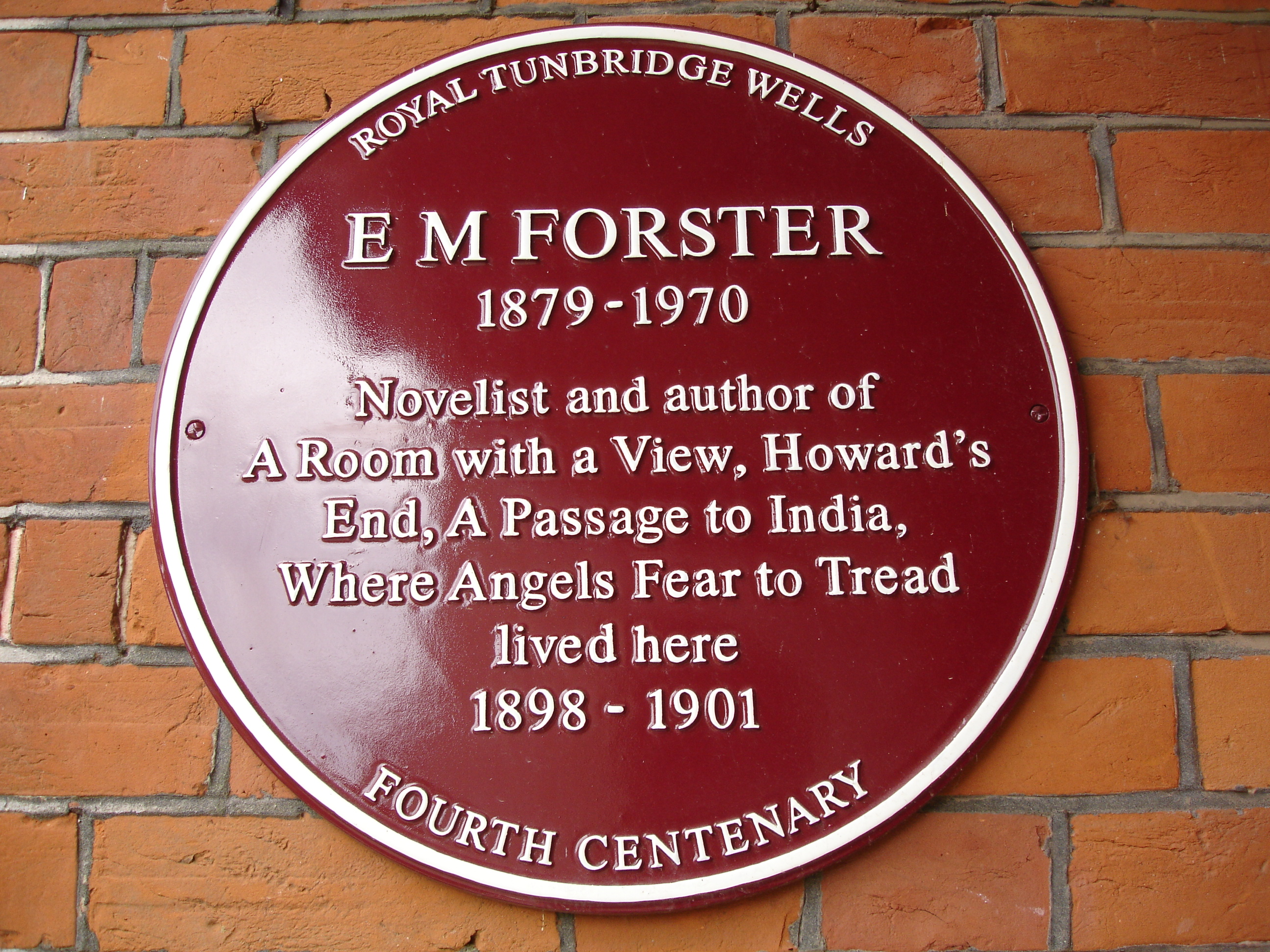
Emléktábla

## Művei

### Regényei
- Where Angels Fear to Tread (1905);
  - Ahol angyal se jár; ford. Merényi Ágnes; Cartaphilus, Bp., 2011
- The Longest Journey (1907);
- A Room with a View (1908)
- Szoba kilátással; ford. Kádár Melinda, LAZI, Szeged, 2002
- Szoba kilátással; ford. Borbás Mária; Cartaphilus, Bp., 2012
- Howards End (1910);
  - Szellem a házban. Regény; ford. Réz Ádám, bev. Kéry László; Magvető, Bp., 1974 (Világkönyvtár)
- A Passage to India (1924)
  - Indiai kaland. Regény; ford. Csánk Endre; Béta, Bp., 1941
  - Út Indiába. Regény; ford. Göncz Árpád; Európa, Bp., 1967
- Maurice (a megírás időpontja: 1913-1914, posztumusz kiadva: 1971);
  - Maurice; ford. Lázár Júlia; Európa, Bp., 1994 (Európa zsebkönyvek)
- Arctic Summer (befejezetlen mű, a megírás időpontja: 1912-1913, posztumusz lett kiadva);

### Novellái és kisregényei
- The Celestial Omnibus (1911)
- The Eternal Moment (1928)
- Collected Short Stories (1947) a fent említett gyűjtemények tartalmazzák:
  - "The Story of A Panic"
  - "The Other Side Of The Hedge"
  - "The Celestial Omnibus"
  - "Other Kingdom"
  - "The Curate's Friend"
  - "The Road From Colonus"
  - "The Machine Stops"
  - "The Point Of It"
  - "Mr Andrews"
  - "Co-ordination"
  - "The Story Of The Siren"
  - "The Eternal Moment"
- The Life to Come and other stories (1972):
  - "Ansell"
  - "Albergo Empedocle"
  - "The Purple Envelope"
  - "The Helping Hand"
  - "The Rock"
  - "The Life to Come"
  - "Dr Woolacott"
  - "Arthur Snatchfold"
  - "The Obelisk"
  - "What Does It Matter? A Morality"
  - "The Classical Annex"
  - "The Torque"
  - "The Other Boat"
  - "Three Courses and a Dessert: Being a New and Gastronomic Version of the Old Game of Consequences")
  - "My Wood"

### Forgatókönyve
- A Diary for Timothy (1945) rendezte: Humphrey Jennings

### Szövegkönyve
- Billy Budd (1951) Herman Melville regénye alapján, Benjamin Britten operájához

### Irodalmi kritikái
- Aspects of the Novel, (1927) fordította: Szili József (1999)  E művében Tolsztoj, Dosztojevszkij és Proust teljesítményét tekinti követendő példának.
  - A regény aspektusai; ford. Szili József; Helikon, Bp., 1999 (Helikon universitas. Irodalom)
- The Feminine Note in Literature (posthumous) (2001)

### Útikönyvei
- Alexandria: A History and Guide (1922)
- Pharos and Pharillon (A Novelist's Sketchbook of Alexandria Through the Ages) (1923)
- The Hill of Devi (1953)

## Filmadaptációk
- Út Indiába (1984), rendezte David Lean; főszereplő: Judy Davis, Victor Banerjee, James Fox, Alec Guinness és Peggy Ashcroft, aki a Mrs. Moore szerepében nyújtott briliáns alakításával megérdemelten kapott BAFTA-, Golden Globe- és Oscar-díjat.
- Szoba kilátással (1985), rendezte James Ivory; főszereplő: Helena Bonham Carter, Daniel Day-Lewis, Julian Sands, Maggie Smith, Judi Dench
- Szoba kilátással (2007), rendezte Nicholas Renton
- Maurice (1987), rendezte James Ivory, főszereplő: James Wilby, Hugh Grant, Rupert Graves, Ben Kingsley
- Ahol angyal se jár (1991), rendezte Charles Sturridge; főszereplő: Rupert Graves, Helen Mirren, Helena Bonham Carter, Judy Davis
- Szellem a házban (1992), rendezte James Ivory; főszereplő: Anthony Hopkins, Emma Thompson, Helena Bonham Carter, Vanessa Redgrave